# Olympische Sommerspiele 1968/Leichtathletik – 50 km Gehen (Männer)
Das 50-km-Gehen der Männer bei den Olympischen Spielen 1968 in Mexiko-Stadt wurde am 17. Oktober 1968 ausgetragen. Es nahmen 36 Athleten teil. Ziel war das Estadio Olímpico Universitario.
Olympiasieger wurde Christoph Höhne aus der DDR. Er gewann vor dem Ungarn Antal Kiss und dem US-Amerikaner Larry Young.
Neben Olympiasieger Höhne nahmen zwei weitere Geher aus der DDR – offiziell Ostdeutschland – teil. Peter Selzer belegte Rang vier, während Burkhard Leuschke das Rennen aufgeben musste. Für die Bundesrepublik Deutschland – offiziell Deutschland – nahmen Horst-Rüdiger Magnor (Platz elf), Gerhard Weidner (Platz vierzehn) und Bernhard Nermerich teil, der disqualifiziert wurde.

Die Schweiz wurde von Erwin Stütz repräsentiert, der als Zwanzigster das Ziel erreichte.

Geher aus Österreich und Liechtenstein nahmen nicht teil.

## Bestehende Bestleistungen / Rekorde
Weltrekorde wurden damals im Straßengehen wegen der unterschiedlichen Streckenbeschaffenheiten außer für auf Bahnen erzielten Zeiten nicht geführt.
| Weltbestleistung   | 3:55:36 h | Gennadi Agapow ( Sowjetunion) | Alma Ata, Sowjetunion (heute Kasachstan) | 17. Oktober 1965 |
| Olympischer Rekord | 4:11:12 h | Abdon Pamich ( Italien)       | OS Tokio, Japan                          | 18. Oktober 1964 |

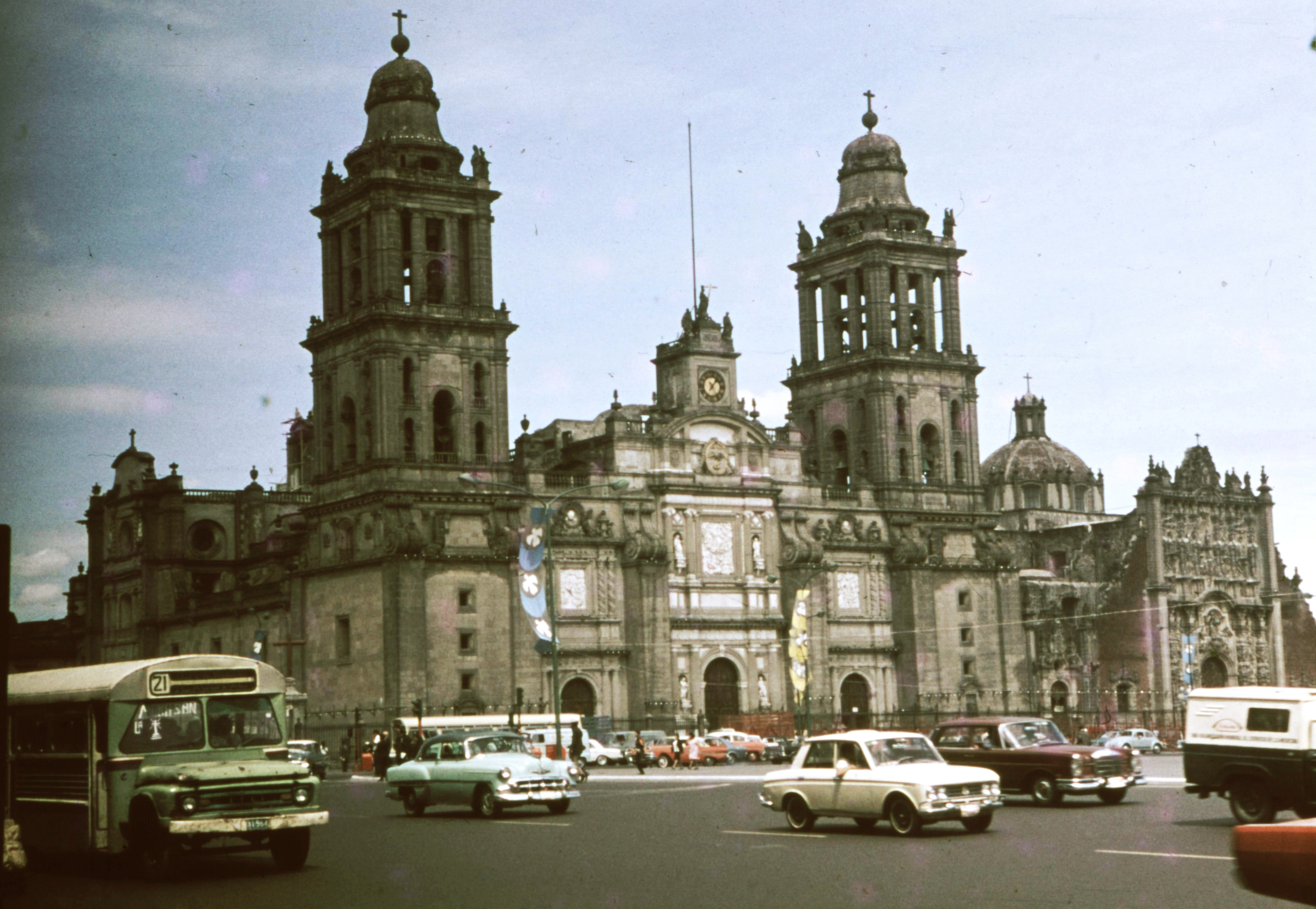
Die Kathedrale von Mexiko-Stadt am Platz der Verfassung im Jahr 1968

Der bestehende olympische Rekord wurde bei diesen Spielen nicht erreicht. Die Höhenlage in Mexiko-Stadt verhinderte im Straßengehen wie auf den Langstrecken schnellere Zeiten. Olympiasieger Christoph Höhne aus der DDR verfehlte den Olympiarekord um 9:01,6 min. Zum Weltrekord fehlten ihm 24:37,6 min.

## Durchführung des Wettbewerbs
Die Athleten traten am 17. Oktober um 14:00 Uhr (UTC −6) zum Wettkampf an. Es fanden keine Qualifikationsrunden statt.

## Ergebnis

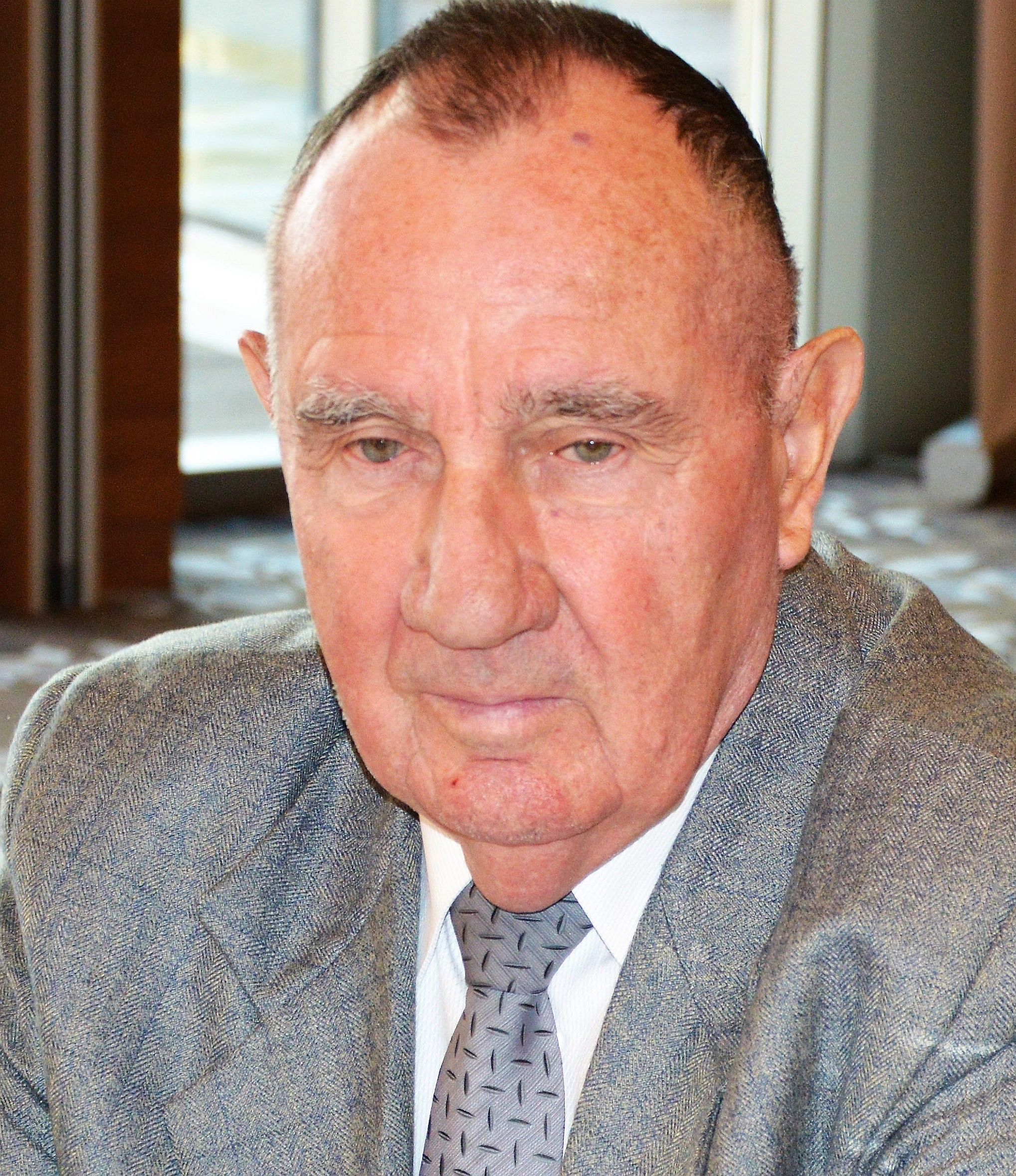
Antal Kiss (Foto: 2013) feierte mit dem Gewinn der Silbermedaille seine größten Erfolg

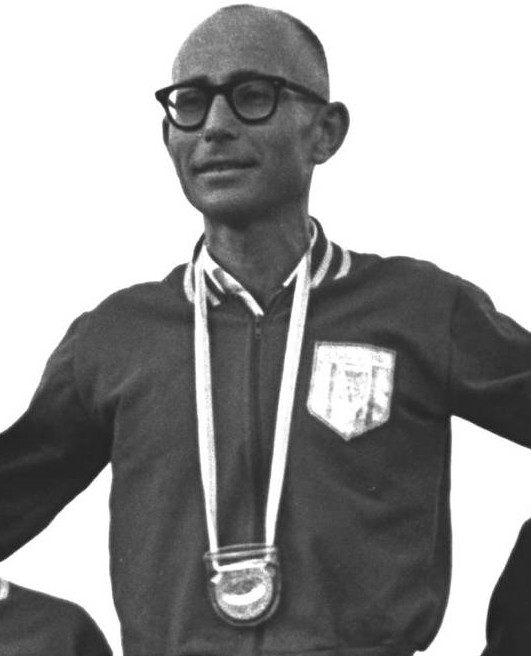
Shaul Ladany erreichte Platz 24

Datum: 17. Oktober 1968, 14;00 Uhr
| Platz | Name                 | Nation         | Zeit        |
| ----- | -------------------- | -------------- | ----------- |
| 1     | Christoph Höhne      | DDR            | 4:20:13,6 h |
| 2     | Antal Kiss           | Ungarn         | 4:30:17,0 h |
| 3     | Larry Young          | USA            | 4:31:55,4 h |
| 4     | Peter Selzer         | DDR            | 4:33:09,8 h |
| 5     | Stig Lindberg        | Schweden       | 4:34:05,0 h |
| 6     | Vittorio Visini      | Italien        | 4:36:33,2 h |
| 7     | Bryan Eley           | Großbritannien | 4:37:32,2 h |
| 8     | José Pedraza         | Mexiko         | 4:37:51,4 h |
| 9     | Karl-Heinz Merschenz | Kanada         | 4:37:57,4 h |
| 10    | Goetz Klopfer        | USA            | 4:39:13,8 h |
| 11    | Horst-Rüdiger Magnor | BR Deutschland | 4:39:43,2 h |
| 12    | Frank Clark          | Australien     | 4:40:13,8 h |
| 13    | Örjan Andersson      | Schweden       | 4:40:42,6 h |
| 14    | Gerhard Weidner      | BR Deutschland | 4:43:26,2 h |
| 15    | Sergei Grigorjew     | Sowjetunion    | 4:44:39,2 h |
| 16    | Charles Sowa         | Luxemburg      | 4:44:45,2 h |
| 17    | Kazuo Saitō          | Japan          | 4:47:29,6 h |
| 18    | Shaun Lightman       | Großbritannien | 4:52:20,0 h |
| 19    | Bob Gardiner         | Australien     | 4:52:29,0 h |
| 20    | Erwin Stütz          | Schweiz        | 4:53:33,8 h |
| 21    | Henri Delerue        | Frankreich     | 4:57:40,2 h |
| 22    | Mieczysław Rutyna    | Polen          | 4:58:03,8 h |
| 23    | Felix Cappella       | Kanada         | 4:58:31,6 h |
| 24    | Shaul Ladany         | Israel         | 5:01:06,0 h |
| 25    | Pablo Colín          | Mexiko         | 5:01:30,0 h |
| 26    | Dave Romansky        | USA            | 5:38:03,4 h |
| 27    | Ismael Hernández     | Mexiko         | 5:56:09,2 h |
| 28    | Ricardo Cruz         | El Salvador    | 5:56:22,0 h |
| DNS   | Gennadij Agapow      | Sowjetunion    |             |
| DNS   | Igor Della-Rossa     | Sowjetunion    |             |
| DNS   | Stefan Ingvarsson    | Schweden       |             |
| DNS   | John Kelly           | Irland         |             |
| DNS   | Burkhard Leuschke    | DDR            |             |
| DNS   | Paul Nihill          | Großbritannien |             |
| DNS   | Abdon Pamich         | Italien        |             |
| DSQ   | Bernhard Nermerich   | BR Deutschland |             |
| DNF   | József Csermák       | Ungarn         |             |
| DNF   | Euclides Calzado     | Kuba           |             |
| DNF   | Katsuo Nishida       | Japan          |             |
| DNF   | Carlos Vanegas       | Nicaragua      |             |

| Zwischenzeiten      | Zwischenzeiten | Zwischenzeiten                                                         | Zwischenzeiten |
| Zwischenzeit- Marke | Zwischenzeit   | Führende(r)                                                            | 5-km-Zeit      |
| ------------------- | -------------- | ---------------------------------------------------------------------- | -------------- |
| 5 km                | 25:13 min      | Höhne, Lindberg, Leuschke, Selzer, Grigorjew, Visini                   | 25:13 min      |
| 10 km               | 50:58 min      | Nermerich, Nihill, Höhne, Grigorjew, Selzer, Delerue, Agapow, Gardiner | 25:45 min      |
| 15 km               | 1:17:25 h00    | Nihill, Agapow, Grigorjew, Höhne                                       | 26:27 min      |
| 20 km               | 1:43:51 h00    | Nihill, Agapow, Grigorjew, Höhne                                       | 26:34 min      |
| 25 km               | 2:10:28 h00    | Paul Nihill, Christoph Höhne                                           | 26:37 min      |
| 30 km               | 2:35:57 h00    | Christoph Höhne                                                        | 25:29 min      |
| 35 km               | 3:00:24 h00    | Christoph Höhne                                                        | 24:27 min      |
| 40 km               | 3:26:14 h00    | Christoph Höhne                                                        | 25:50 min      |
| 45 km               | 3:52:58 h00    | Christoph Höhne                                                        | 26:44 min      |
| 50 km               | 4:20:14 h00    | Christoph Höhne                                                        | 27:17 min      |

Bis zur Halbzeit war das Rennen von Tempowechseln und Positionskämpfen bestimmt. In der Spitzengruppe befanden sich längere Zeit der Brite Paul Nihill, der sowjetische Inhaber der Weltbestzeit Gennadij Agapow, sein Landsmann Sergei Grigorjew, Christoph Höhne aus der DDR und der bundesdeutsche Bernhard Nermerich. Zu den Verfolgern gehörten der Ungar Antal Kiss und Peter Selzer, DDR.
Bei Kilometer 25 waren Nihill und Höhne alleine vorn. Auf den nächsten Kilometern zog Höhne das Tempo stark an, niemand vermochte ihm zu folgen. Agapow, Nihill und Kiss bildeten die erste Verfolgergruppe. Kurz darauf gab der Olympiasieger von 1964 Abdon Pamich aus Italien den Wettkampf auf. Auch Agapow und Nihill beendeten einige Kilometer später den Wettkampf. Zu dieser Zeit, etwa bei Kilometer vierzig, hatte sich Höhne einen Vorsprung von über sieben Minuten erarbeitet. Ihm folgte der Ungar Kiss. Der US-Geher Larry Young hatte sich den Wettkampf sehr gut eingeteilt und arbeitete sich bis auf Platz drei nach vorne, weitere 48 Sekunden hinter Antal Kiss zurück. An dieser Reihenfolge änderte sich bis zur Ziellinie nichts mehr. Höhne gewann mit einem komfortablen Vorsprung von mehr als zehn Minuten die Goldmedaille. Auf den vierten Rang kam der Ostdeutsche Peter Selzer, der Schwede Stig Lindberg wurde Fünfter vor dem Italiener Vittorio Visini.
Christoph Höhne errang den ersten Olympiasieg in der Leichtathletik für die DDR.

Larry Young gewann die erste US-amerikanische Medaille in dieser Disziplin.

## Videolinks
- 1968 Mexico City Olympic Race Walking highlights, youtube.com, abgerufen am 19. September 2021
- ATLETICA OLIMPIADI 1968 MARCIA 50 KM HOHNE DDR, youtube.com, abgerufen am 7. November 2017